# العلاقات السنغافورية الليتوانية
العلاقات السنغافورية الليتوانية هي العلاقات الثنائية التي تجمع بين سنغافورة وليتوانيا.

## مقارنة بين البلدين
هذه مقارنة عامة ومرجعية للدولتين:
| وجه المقارنة                                              | سنغافورة                                                             | ليتوانيا                                                    |
| --------------------------------------------------------- | -------------------------------------------------------------------- | ----------------------------------------------------------- |
| المساحة (كم2)                                             | 719                                                                  | 65.30 ألف                                                   |
| عدد السكان (نسمة)                                         | 5.89 مليون                                                           | 2.79 مليون                                                  |
| الكثافة السكانية (ن./كم²)                                 | 819.19 ألف                                                           | 42.73                                                       |
| العاصمة                                                   | سنغافورة                                                             | فيلنيوس، كاوناس                                             |
| اللغة الرسمية                                             | لغة إنجليزية، اللغة الملايو، اللغة الصينية القياسية، اللغة التاميلية | اللغة الليتوانية                                            |
| العملة                                                    | دولار سنغافوري                                                       | ليتاس ليتواني، يورو                                         |
| الناتج المحلي الإجمالي (بليون دولار)                      | 323.91 مليار                                                         | 47.17 مليار                                                 |
| الناتج المحلي الإجمالي (تعادل القوة الشرائية) بليون دولار | 472.59 مليار                                                         | 84.06 مليار                                                 |
| الناتج المحلي الإجمالي الاسمي للفرد دولار أمريكي          | 52.89 ألف                                                            | 14.15 ألف                                                   |
| الناتج المحلي الإجمالي للفرد دولار أمريكي                 | 82.76 ألف                                                            | 27.69 ألف                                                   |
| مؤشر التنمية البشرية                                      | 0.925                                                                | 0.839                                                       |
| رمز المكالمات الدولي                                      | +65                                                                  | +370                                                        |
| رمز الإنترنت                                              | .sg                                                                  | .lt                                                         |
| المنطقة الزمنية                                           | ت ع م+08:00، توقيت سنغافورة المنسق ‏                                  | ت ع م+02:00، ت ع م+03:00، أوروبا/فيلنيوس ‏، توقيت شرق أوروبا |

## منظمات دولية مشتركة
يشترك البلدان في عضوية مجموعة من المنظمات الدولية، منها:
| علم المنظمة | اسم المنظمة                               | تاريخ انضمام سنغافورة | تاريخ انضمام ليتوانيا |
| ----------- | ----------------------------------------- | --------------------- | --------------------- |
|             | مؤسسة التنمية الدولية                     | 27 سبتمبر 2002        | 23 سبتمبر 2011        |
|             | يونسكو                                    | 8 أكتوبر 2007         | 7 أكتوبر 1991         |
|             | وكالة ضمان الاستثمار متعدد الأطراف        | 24 فبراير 1998        | 8 يونيو 1993          |
|             | الأمم المتحدة                             | 21 سبتمبر 1965        | 17 سبتمبر 1991        |
|             | الاتحاد البريدي العالمي                   | ?                     | ?                     |
|             | البنك الدولي للإنشاء والتعمير             | 3 أغسطس 1966          | 6 يوليو 1992          |
|             | الاتحاد الدولي للاتصالات                  | 22 أكتوبر 1965        | 1 يوليو 1923          |
|             | منظمة حظر الأسلحة الكيميائية              | ?                     | ?                     |
|             | مؤسسة التمويل الدولية                     | 4 سبتمبر 1968         | 15 يناير 1993         |
|             | المركز الدولي لتسوية المنازعات الاستشارية | 13 نوفمبر 1968        | 5 أغسطس 1992          |
|             | منظمة التجارة العالمية                    | ?                     | ?                     |
|             | منظمة الشرطة الجنائية الدولية             | ?                     | ?                     |

## وصلات خارجية
- موقع وزارة الخارجية السنغافورية
- موقع وزارة الخارجية الليتوانية